# Ghost (canción de Ava Max)
«Ghost» —en español: «Fantasma»— es una canción de la cantante estadounidense Ava Max de su segundo álbum de estudio, Diamonds & Dancefloors (2023). Fue escrita por Max, MNEK y Cirkut y producida por este último. La canción fue lanzada como el sexto sencillo del álbum el 16 de marzo de 2023 con un visualizador acompañante. Una remezcla de Merk & Kremont fue lanzada el 12 de mayo de 2023.

## Antecedentes y composición
El 30 de diciembre de 2022, Max publicó un fragmento de un visualizador de la canción a través de TikTok; el visualizador completo se lanzó a través de YouTube el 16 de marzo de 2023. Tras el lanzamiento del álbum el 27 de enero de 2023, la canción fue agregada a las listas de reproducción de New Music Friday en Spotify. La canción fue escrita por Max, MNEK y su productor Cirkut. En una entrevista con Travis Mills, Max reveló que los tres escribieron la canción en aproximadamente 30 minutos en una reunión de Zoom, siendo la canción de Diamonds & Dancefloors que tomó la menor cantidad de tiempo en completarse.
«Ghost» es una canción de synth pop con elementos del house de los 90. Está grabado en la tonalidad de si menor, con un tempo de 120 pulsaciones por minuto. A lo largo de la canción, Max canta sobre el «fantasma» figurativo de su ex amante que la persigue.

## Créditos y personal
Créditos adaptados de Tidal.
- Amanda Ava Koci – voz, composición
- Henry Walter – composición, producción, programación
- Uzoechi Emenike – composición
- Chris Gehringer – masterización
- Serban Ghenea – mezcla
- Bryce Bordone – asistencia en ingeniería de mezcla

## Posicionamiento en listas
| Listas (2023)                                         | Mejor posición |
| ----------------------------------------------------- | -------------- |
| Estados Unidos (Billboard Hot Dance/Electronic Songs) | 12             |
| Finlandia (Radiosoittolista)                          | 12             |
| Nueva Zelanda (Hot Singles)                           | 27             |
| Rusia (Tophit)                                        | 100            |